# Seznam vodních ploch v Praze 7
Seznam vodních ploch v Praze 7 zahrnuje vodní nádrže a rybníky, které se nalézají v obvodě Prahy 7 a mají rozlohu větší než 0,1 ha.

## Seznam
| Název                        | Rozloha (ha) | Délka (m) | Šířka (m) | Hloubka (m) | Obvod (km) | Objem (m³) | Nadm. výška (m) | Rok dokončení | vodní tok      | Katastrální území | Souřadnice                       |
| ---------------------------- | ------------ | --------- | --------- | ----------- | ---------- | ---------- | --------------- | ------------- | -------------- | ----------------- | -------------------------------- |
| Malá říčka                   | 1,7225       | 500       | 50        | —           | 1,039      | 35 000     | 179             | 1902          | Dejvický potok | Bubeneč           | 50°06′31″ s. š., 14°24′46″ v. d. |
| Srpeček                      | 0,9207       | 242       | 50        | —           | 0,731      | 7 009      | 179             | 1882          | Dejvický potok | Bubeneč           | 50°06′22″ s. š., 14°25′04″ v. d. |
| Rudolfův rybník              | 0,8285       | 168       | 77        | —           | 0,397      | 6 058      | 179             | 1882          | Dejvický potok | Bubeneč           | 50°06′25″ s. š., 14°25′15″ v. d. |
| Jezírko na Letné             | 0,6646       | 126       | 97        | 2,5         | 0,351      | 10 268     | 227             | 2022          | Vltava         | Holešovice        | 50°05′41″ s. š., 14°24′46″ v. d. |
| Zelený rybník                | 0,5864       | 133       | 68        | —           | 0,328      | 5 252      | 179             | 1882          | Dejvický potok | Bubeneč           | 50°06′21″ s. š., 14°25′08″ v. d. |
| Slunečnice                   | 0,5033       | 88        | 80        | —           | 0,268      | 3 520      | 179             | 1882          | Dejvický potok | Bubeneč           | 50°06′24″ s. š., 14°25′01″ v. d. |
| jezero vodního ptactva v ZOO | 0,2076       | 241       | 15        | —           | 0,493      | —          | 179             | —             | Vltava         | Trója             | 50°07′01″ s. š., 14°24′11″ v. d. |
| Šestáček                     | 0,1317       | 47        | 38        | —           | 0,143      | 1 438      | 179             | 1882          | Dejvický potok | Bubeneč           | 50°06′23″ s. š., 14°25′11″ v. d. |
| Rozinek                      | 0,1137       | 57        | 26        | —           | 0,135      | 931        | 179             | 1882          | Dejvický potok | Bubeneč           | 50°06′20″ s. š., 14°25′12″ v. d. |

### Nezařazené a menší vodní plochy
- další vodní plochy v ZOO